# Schmalzfleisch
Schmalzfleisch ist eine Kochmettwurst, die meist in Konserven abgefüllt wird. Sie wird aus fettreichem Schweinefleisch, Flomen, Speck und Bindegewebe hergestellt. Das bindegewebseiweißfreie Fleischeiweiß darf im Endprodukt nicht unter 5 % betragen, das bindegewebseiweißfreie Fleischeiweiß im Fleischeiweiß bei histologischer Bestimmung nicht unter 60 %, bei chemischer Bestimmung nicht unter 65 %.